# Resident Evil 2 (jeu vidéo, 2019)
Cet article concerne la réédition de Resident Evil 2. Pour la version originale sortie en 1998, voir Resident Evil 2.
Resident Evil 2  est un jeu vidéo d'horreur en vue à la troisième personne développé et édité par Capcom, sorti le 25 janvier 2019 sur Microsoft Windows, PlayStation 4 et Xbox One. La 4K, les 60 images par seconde et le HDR sont compatibles sur Microsoft Windows et sur les consoles Xbox One X et PS4 Pro. Le jeu sera disponible le 31 décembre 2024 sur iOS et macOS.
Le jeu est le remake de Resident Evil 2 sorti en 1998. Il s'agit d'un survival horror dans lequel le joueur peut incarner Leon S. Kennedy et Claire Redfield. Ces derniers tentent de survivre alors que la ville de Raccoon City est entièrement infestée par le virus-T Les personnages Ada Wong et Sherry Birkin seront aussi jouables, ainsi que Hunk et Tofu dans la version définitive du jeu.

## Synopsis
Le jeu se déroule à Raccoon City en septembre 1998, soit deux mois après les événements de Resident Evil. Une épidémie virale due au Virus-T, une arme biologique virale créée par Umbrella Corporation, a transformé la plupart des citoyens en zombies mangeurs de chair humaine. Le jeu commence dans une station service hors de la ville. Le policier nouvellement recruté Leon S. Kennedy se dirige vers Raccoon City pour y effectuer son premier jour de travail. En arrivant à la station, il constate que l'endroit semble abandonné et se retrouve bientôt en proie à des zombies. En fuyant, il rencontre et sauve l'étudiante Claire Redfield des griffes d'un zombie. Celle-ci s'y rendait également, à la recherche de son frère Chris Redfield, membre des S.T.A.R.S. de Raccoon City et l'un des survivants du premier opus, sans nouvelles de lui depuis trois mois. Ils réussirent à s'enfuir et se diriger vers la ville, désormais en proie au chaos et à la destruction.
Mais à la suite d'un accident de voiture, Leon et Claire sont obligés de se séparer, se donnant rendez-vous au commissariat de la ville. Mais le lieu est infesté de zombies et d'autres créatures, notamment un "Tyran", envoyé par Umbrella pour éliminer tous les survivants qu'il rencontrera, cela incluant aussi Claire et Leon. À cause de tout ces obstacles, Leon et Claire ne peuvent se rencontrer, car ils doivent désormais trouver un moyen de s'échapper de la ville.
Le joueur peut choisir de jouer le scénario de Leon, et celui de Claire.

### Scénario de Leon
Dans le commissariat, Leon rencontre Ada Wong, un agent du FBI, qui le sauve d'un chien infecté. Plus loin, Leon trouve le journaliste Ben Bertolucci, emprisonné par le commissaire Brian Irons pour avoir mené des enquêtes sur Umbrella. Alors que Ben essaie de convaincre Leon de le libérer, le Tyran surgit et le tue. Ada sauve Leon une fois de plus du Tyran et les deux décident de s'allier pour trouver un échantillon du Virus-G, une arme biologique virale expérimentale, pour ainsi prouver les activités cruelles d'Umbrella.
Plus tard dans les égouts, alors que le duo est à la recherche du virus, Annette Birkin leur tend une embuscade et tire une balle sur Ada. Leon s'interpose et prend la balle, s'évanouissant. Ada continue la route de son côté, toujours à la poursuite d'Annette, mais est jetée dans un compacteur de déchets, la blessant au passage. Leon la sauve et ils se dirigent vers le NEST, un laboratoire d'Umbrella, via un funiculaire. Durant le trajet, Ada embrasse Leon.
Arrivé au NEST, Leon, sous la demande d'Ada, s'en va à la recherche de l'échantillon du Virus-G. Dans le laboratoire d'Annette, Leon s'empare de l'échantillon, mais est rapidement attaqué par une créature monstrueuse, qu'il avait déjà affronté plus tôt. Le monstre se révèle être le mari d'Annette, William Birkin, désormais sous l'emprise du Virus-G, qu'il avait créé avec son épouse. Annette tente de le tuer, mais est gravement blessée dans le processus. Leon réussit à battre apparemment William, mais avant de s'en aller, Annette lui révèle que Ada est en fait une mercenaire et qu'elle revendra le virus au plus offrant.
Bien que refusant de croire Annette, Leon confronte Ada, alors que le protocole d'autodestruction du NEST est enclenché et Ada admet être une mercenaire. Elle menace Leon avec une arme de lui donner l'échantillon du virus, seulement pour qu'Annette tire sur Ada avant de succomber à ses blessures. Leon rattrape de justesse Ada alors qu'elle tombait du pont, laissant l'échantillon tomber dans le vide. Leon perd son emprise et Ada tombe.
Alors que Leon s'échappe du NEST, il doit affronter une dernière fois le Tyran sous sa forme Tyran S, plus puissante et plus dangereuse. Ayant survécu à la chute, Ada envoie un lance-roquettes à Leon, qu'il utilise pour éliminer définitivement le Tyran S. Leon réussit à monter dans un train d'évacuation, tout en y découvrant Claire et Sherry à bord.

### Scénario de Claire
Claire, de son côté, rencontre dans le commissariat une petite fille, Sherry Birkin, poursuivie par un monstre. Après que Claire l'ait battu, elle et Sherry deviennent rapidement très proches. Elles parviennent à se rendre au parking du commissariat, où le commissaire Brian Irons, étant de mèche avec Umbrella, tend une embuscade aux deux filles et emmène de force Sherry dans un orphelinat abandonné, au grand désarroi de Claire. Plus tard, dans le bureau d'Irons, celui-ci appelle Claire et la menace de tuer Sherry si elle ne lui ramène pas le pendentif de la petite fille, qu'elle avait fait tomber durant son enlèvement. De peur qu'Irons ne s'exécute et à contrecœur, Claire accepte de se rendre à l'orphelinat.
Pendant ce temps, Sherry, de son côté, essaie de s'enfuir par ses propres moyens, seulement pour être rapidement rattrapée par Irons. Mais avant que celui-ci ne lui fasse du mal, la créature poursuivant Sherry dans le commissariat revient et implante Irons d'un parasite. Claire parvient à s'échapper du commissariat et se dirige vers l'orphelinat pour secourir Sherry. Elle y découvre Irons, dont le parasite implanté dans son corps s'échappe de sa poitrine, le tuant du coup, à sa grande horreur. Claire retrouve Sherry aux sous-sols de l'orphelinat, mais les deux filles sont bientôt poursuivies par le Tyran. En voulant s'échapper par un ascenseur, elles se font rattrapées par le Tyran, mais celui-ci est rapidement tué par la créature traquant Sherry. Le monstre essaye alors d'attaquer les deux jeunes femmes, mais son attaque fait chuter l'ascenseur vers les égouts. Claire s'évanouit sous l'impact et Sherry est obligée de l'abandonner pour s'échapper.
Claire est réveillée par Annette Birkin, la mère de Sherry. Elle révèle que le monstre après Sherry est son mari, William Birkin. Le couple Birkin travaillait sur le Virus-G pour Umbrella Corporation, mais William prévoyait de revendre le virus à l'armée américaine. Umbrella déploya ses forces paramilitaires pour lui confisquer son travail, mais l'un des soldats tira accidentellement sur William, le laisssant apparemment mort, et en profitèrent pour lui voler son travail et ses recherches. Afin d'éviter la mort et de se venger d'Umbrella, William s'injecta un prototype du Virus-G. Désormais sous le contrôle du virus, William cherche à infecter Sherry, étant la correspondante génétique la plus proche de celle de William, et donc l'hôte approprié pour propager l'infection. Notons au passage que William avait poursuivi les soldats d'Umbrella dans les égouts et les avait tous massacrés. Durant le carnage, les flacons du Virus-T que les soldats avaient emporté se brisèrent, libérant le virus et infectant les rats d'égouts, entraînant indirectement l'épidémie de Raccoon City.
Claire finit par retrouver Sherry, mais dans un état critique. Annette, se rendant compte que William avait déjà infecté Sherry, demande à Claire de se rendre au NEST, un laboratoire d'Umbrella, où un vaccin y est stocké. Une fois là-bas, Claire se sert du pendentif de Sherry pour déverrouiller le vaccin, mais William revient à l'attaque, ayant une nouvelle fois muté. Annette tente de le tuer, mais est gravement blessée dans le processus. Claire envoie Annette administrer le vaccin à Sherry, pendant qu'elle s'occupe de William. Après l'avoir battu, Claire retourne vers Sherry. Annette a pu administrer le vaccin à Sherry pendant le combat, la guérissant de son infection, mais meurt, succombant à ses blessures. Sherry, en larmes, dit adieu à sa mère. Alors que le protocole d'autodestruction du NEST est lancé, Claire et Sherry parviennent à s'échapper via un train d'évacuation, mais William revient encore à l'attaque et Claire le bat juste au moment où le train se met en route. Plus tard, elle et Sherry y découvrent Leon à bord.

### Fin
Au moment où Leon, Claire et Sherry se réunissent, William attaque une nouvelle fois, ayant cette fois-ci muté en une masse de chair et d'yeux immense et grotesque. Leon et Claire faillirent être tués dans le combat, mais décidèrent de détacher le compartiment qu'occupait William du leur. Le compartiment de William est consumé par l'explosion du NEST, le tuant ainsi une bonne fois pour toutes. Alors que les trois survivants s'échappent finalement de Raccoon City, ils se jurent de continuer leur lutte contre Umbrella.

## Système de jeu
Resident Evil 2 est un remake du jeu vidéo éponyme de 1998, plaçant les joueurs dans la peau de l'agent Leon S. Kennedy et de l'étudiante Claire Redfield, chacun ayant son propre scénario pouvant être sélectionné dans le menu principal. Contrairement au jeu original de 1998 qui utilisait des angles de caméra fixes, Resident Evil 2 se joue à la troisième personne, d'une vue similaire à celle de Resident Evil 4 (par-dessus l'épaule du personnage contrôlé par le joueur).
Le système de sauvegarde du remake se rapproche de celui de l'original, à la seule différence que le système de sauvegarde peut être automatique et que la sauvegarde manuelle est illimitée dans les difficultés Facile et Standard. La difficulté Hardcore nécessite cependant des rubans encreurs pour pouvoir sauvegarder. Selon le choix des joueurs, chaque scénario sera vécu avec de nombreuses variations, notamment en ce qui concerne les zones accessibles, les sous-intrigues, les armes obtenues et/ou les combats de boss.
Tout comme l'original, en fonction du scénario choisi, les joueurs peuvent contrôler à un moment donné des personnages de soutien propres aux protagonistes. Ainsi, les joueurs incarneront la mercenaire Ada Wong dans le scénario de Leon, dont le gameplay est axé sur le piratage informatique, et la petite Sherry Birkin dans le scénario de Claire, dont le sien est plus centré sur la fuite et la furtivité.
Similaire au scénario B de l'original, il est possible de débloquer un scénario "bis" une fois la campagne principale d'un protagoniste achevée pour la première fois. Ce scénario place le joueur dans la peau du second protagoniste non encore incarné par le joueur, que ce soit Leon ou Claire, chaque personnage disposant de sa campagne bis. Le scénario bis est similaire au scénario principal, mais avec des lieux déjà déverrouillés par le premier protagoniste, de légers changements dans le scénario du jeu et des emplacements d'objets différents. Terminer le scénario bis est nécessaire pour assister à la vraie fin du jeu.
Une fois la campagne bis terminée, il est possible de débloquer le mode additionnel "Le quatrième survivant", plaçant le joueur dans la peau de Hunk, un soldat des forces paramilitaires d'Umbrella, alors qu'il doit se rendre des égouts jusqu'au commissariat pour une extraction par hélicoptère, tout en évitant les nombreux ennemies sur son chemin. Hunk dispose d'un inventaire déjà rempli et les joueurs ne doivent attaquer ou se soigner que lorsque cela est nécessaire, car aucun objet ne peut être collecté durant ce mode. Terminer "Le quatrième survivant" débloquera également le mode additionnel "Le Tofu survivant", une parodie de Hunk, où les joueurs incarnent un Tofu, plat traditionnel japonais. Le parcours reste le même que celui de Hunk, à la seule différence de l'inventaire, où Tofu se voit attribuer de nombreux couteaux comme armes de défense. Il est également possible de débloquer trois autres modèles de Tofu, disposant de systèmes d'inventaire différents.
"The Ghost Survivors" est un DLC de Resident Evil 2, sorti le 15 janvier 2019. Composé de trois scénarios (un autre pouvant être débloqué une fois les trois autres complétés), il place les joueurs dans la peau de personnages rencontrés dans le jeu, qui ont été tués ou dont le destin est inconnu. Ce DLC est composé des scénarios suivants :  
- Le deuil attendra (No Time To Mourn en V.O.) ; où les joueurs incarnent Robert Kendo, alors qu'il doit se rendre de son armurerie jusqu'aux égouts pour une extraction par hélicoptère.
- La fugitive (Runaway en V.O.) ; où les joueurs doivent guider Katherine Warren de l'orphelinat jusqu'au commissariat pour y délivrer le journaliste Ben Bertolucci, avec qui elle semble entretenir une relation.
- Soldat oublié (Forgotten Soldier en V.O.) ; où les joueurs doivent guider un soldat, surnommé Ghost, à travers le NEST, pour accomplir sa mission de livrer le Virus G à Umbrella Corporation.
- Sans issue (No Way Out en V.O.) ; où les joueurs incarnent le commissaire Daniel Cortini, alors qu'il essaie de résister à une gigantesque horde d'infectés dans une station service (première zone explorée dans le jeu). Ce mode n'est déblocable qu'après avoir achevé les trois précédents scénarios.

## Distribution[3]
- Eduard Badaluta (VF : Anatole de Bodinat) : Leon S. Kennedy
- Jordan Mcewen (VF : Kelly Marot) : Claire Redfield
- Adriana (VF : Olivia Nicosia) : Ada Wong
- Hannah Kincaid (VF : Clara Soares) : Sherry Birkin
- Malgorzata Dittmar (VF : Ingrid Donnadieu) : Annette Birkin
- Patrick Levar (VF : Daniel Njo Lobé) : Marvin Branagh
- John Owens (VF : Achille Orsoni) : Brian Irons
- David Marie (VF : Raphaël Cohen) : William Birkin
- Arno LeGall : Ben Bertolucci
- Ryan Drees (VF : Olivier Cordina) : Robert Kendo
- Leigh Carmichael : Elliot Edward
- Anna Yazova : Katherine Warren
- Shailee Namiki (VF : Fanny Bloc) : Emma Kendo
- Miguel E. Corti : Daniel Cortini
- ADT (VF : Jérémie Bedrune) : HUNK
- ADT : Ghost

## Développement
Le jeu est annoncé en développement en 2015 à la suite de la publication d'une vidéo de Capcom.
Il est officialisé avec un trailer et une date de sortie lors de la conférence PlayStation de l'E3 2018.
Une démo de 30 minutes était disponible du 11 au 31 janvier 2019 sur PlayStation 4, Xbox One et Microsoft Windows.

### Contenu téléchargeable
The Ghost Survivors est un DLC gratuit paru le 15 février 2019 qui propose trois histoires différentes et originales dans lesquelles le joueur incarne Robert Kendo, Katherine Warren et un soldat surnommé Ghost.

## Accueil

### Critique
Sur le site jeuxvideo.com, le jeu obtient la note de 17/20. L'auteur du test (publié le 22 janvier 2019) insiste sur la direction artistique "superbe", l'excellente durée de vie et la "tension permanente" qui se dégage. Il déplore en revanche le scénario "fortement cliché" et quelques passages ridicules, rappelant l'opus original.

### Ventes
Au 1er avril 2019, le jeu a été distribué à plus de 4 millions d’exemplaires. En décembre 2019, Capcom annonce que le jeu s'est écoulé à 5 millions d'exemplaires, dépassant ainsi les ventes du jeu original[réf. nécessaire].